# Chełm (Lidzbark Warmiński)
Pour les articles homonymes, voir Chełm (homonymie).
Chełm est un village polonais de la voïvodie de Varmie-Mazurie, dans le powiat de Lidzbark.